# Halowe Mistrzostwa Europy w Lekkoatletyce 1970 – sztafeta 2+3+4+5 okrążeń mężczyzn
Sztafeta szwedzka 2+3+4+5 okrążeń mężczyzn – jedna z konkurencji biegowych rozgrywanych podczas halowych lekkoatletycznych mistrzostw Europy w hali Stadthalle w Wiedniu. Biegi eliminacyjne i bieg finałowy zostały rozegrane 15 marca 1970. Długość jednego okrążenia wynosiła 200 metrów. Był to pierwszy (i jedyny) przypadek rozegrania sztafety szwedzkiej na halowych mistrzostwach Europy na tym dystansie. Na poprzednich igrzyskach startowano w sztafecie 1+2+3+4 okrążenia. Zwyciężyła reprezentacja Związku Radzieckiego. Tytułu z poprzednich igrzysk (na dystansie 1+2+3+4 okrążenia) nie obroniła sztafeta Polski, która tym razem zdobyła srebrny medal. Były to ostatnie mistrzostwa, na których rozegrano tę konkurencję. Od halowych mistrzostw w 1971 została ona zastąpiona sztafetą 4 × 4 okrążenia.

## Rezultaty

### Eliminacje
Rozegrano dwa biegi eliminacyjne, w których wzięło udział 5 sztafet. Awans do finału dawało zajęcie jednego z dwóch pierwszych miejsc w swoim biegu (Q).

Opracowano na podstawie materiału źródłowego. 
Bieg 1
| Miejsce | Reprezentacja | Zawodnicy                                                               | Czas   | Uwagi |
| ------- | ------------- | ----------------------------------------------------------------------- | ------ | ----- |
| 1       | ZSRR          | Aleksandr Konnikow, Siergiej Kriuczok, Władimir Kolesnikow, Iwan Iwanow | 6:20,4 | Q     |
| 2       | Polska        | Edmund Borowski, Stanisław Waśkiewicz, Kazimierz Wardak, Eryk Żelazny   | 6:23,6 | Q     |

Bieg 2
| Miejsce | Reprezentacja | Zawodnicy                                                             | Czas   | Uwagi |
| ------- | ------------- | --------------------------------------------------------------------- | ------ | ----- |
| 1       | RFN           | Horst Haßlinger, Lothar Hirsch, Manfred Henne, Ingo Sensburg          | 6:28,4 | Q     |
| 2       | Francja       | Christian Nicolau, Gilles Bertould, Guy Taillard, Gérard Colin        | 6:28,4 | Q     |
| 3       | Austria       | Ekkehard Kolodziejczak, Robert Kropiunik, Hermann Hosp, Walter Grabul | 6:33,0 |       |

### Finał
Opracowano na podstawie materiału źródłowego.
| Miejsce | Reprezentacja | Zawodnicy                                                               | Czas   |
| ------- | ------------- | ----------------------------------------------------------------------- | ------ |
| 1       | ZSRR          | Aleksandr Konnikow, Siergiej Kriuczok, Władimir Kolesnikow, Iwan Iwanow | 6:18,0 |
| 2       | Polska        | Edmund Borowski, Stanisław Waśkiewicz, Kazimierz Wardak, Eryk Żelazny   | 6:18,8 |
| 3       | RFN           | Horst Haßlinger, Lothar Hirsch, Manfred Henne, Ingo Sensburg            | 6:19,6 |
| 4       | Francja       | Christian Nicolau, Gilles Bertould, Guy Taillard, Gérard Colin          | 6:20,2 |